# Glamour (2000)
Glamour é um filme de drama húngaro de 2000 dirigido e escrito por Frigyes Gödrös. Foi selecionado como representante da Hungria à edição do Oscar 2001, organizada pela Academia de Artes e Ciências Cinematográficas.

## Elenco
- Károly Eperjes - Apa
- Eszter Ónodi - Anya
- György Barkó
- Jonas Togay
- Miklós Láng